# منطقه حفاظت‌شده کوه بافق
منطقه حفاظت‌شدۀ کوه بافق با مساحتی حدود ۸۸٬۵۰۰ هکتار در استان یزد و در شرق ایران واقع شده‌است. کوه بافق ابتدا منطقه شکار ممنوع محسوب می‌شد و در سال ۱۳۷۵ به عنوان منطقه حفاظت‌شده با کنترل سازمان حفاظت محیط زیست ایران قرار گرفت. شهر بافق در ۱۱۰ کیلومتری جنوب شرق یزد و منطقه حفاظت شده کوه بافق در فاصله ۱۰ کیلومتری شمال شرق شهر بافق واقع شده‌است. این منطقه رشته‌کوه بزرگی است که از «بیشه درب بهاباد» تا «کوه سنگ قصاب» واقع در دهانه «پنج درخت» در مرز استان یزد با استان کرمان ادامه داشته و طول آن ۷۰ کیلومتر است.
این منطقه، ناحیه‌ای کوهستانی با دشت‌ها و تپه‌ماهورهای پراکنده‌است و هیچ یوزپلنگ آسیایی زنده ای را درخود جای نداده‌است. آب و هوای آن فراخشک و خشک است و میانگین‌های دما و بارندگی سالیانه آن به ترتیب ۱۶ درجه سلسیوس و ۷۰ میلی‌متر است. ارتفاع منطقه بین ۱۰۶۰ تا ۲۸۶۰ متر است. منبع اصلی آب منطقه از چشمه‌ها، چاه‌ها، تلمبه‌های بادی و سدهای کوچک ساخته شده در ارتفاعات است. با وجود این منابع آبی، پوشش گیاهی منطقه بسیار غنی است.
گونه‌های عمده گیاهی منطقه عبارتند از: ارس، بنه، بادام کوهی، گز، تاغ، قیچ، اشنان، اسکنبیل، چوبک، درمنه، کلاه میرحسن، شور و خارشتر. این منطقه همچنین محل زندگی جانورانی مانند جبیر، قوچ و میش، بز و پازن، پلنگ، گربه وحشی، کاراکال، شغال، هوبره، کوکر، زاغ بور، دلیجه، سارگپه، تیهو، کورمار، مار جعفری، افعی و بزمجه است.

## کویر کاراکال یزد
نامی که شاید، وقتی برای اولین بار به گوشتان می‌خورد بسیار عجیب بنظر برسد، اما کویر کاراکال کویری در قلب کویرهای ایران زمین در حوالی شهر بافق از توابع استان یزد واقع شده‌است، که به دلیل وجود نوع خاصی از گربه سانان که به کاراکال مشهور است.
گربه‌هایی شکارچی، که به سرعت فوق‌العاده، استعداد و هوش بالایش در شکار مورد توجه و تحسین شکارچیان بوده‌است. در گذشته در کشورهای هند و ایران از کاراکال برای شکار پرندگان، خرگوش یا غزال‌های جوان مورد استفاده قرار می‌گرفت.
کویر کاراکال مکانی که این روزها مورد توجه علاقه مندان به طبیعت و کویر دوستان با هدف سفر مسئولانه مورد استقبال قرار گرفته‌است، از جذابیت‌های سفر به کویر کاراکال می‌توان به موتور سواری، قدم زدن بر روی شن‌های روان، شتر سواری، سافاری و اقامت در اقامتگاه‌های سنتی اشاره کرد.